# Radlický potok (přítok Vltavy)
Radlický potok byl přítok Vltavy zleva. Pramenil v Radlicích v Praze, odkud tekl východním směrem Radlickým údolím v údolnici v trase přibližně podél ulice Radlická ke Smíchovu k Vltavě, do které se vléval přibližně v úrovni severního okraje ostrova Císařská louka. Délka jeho toku byla 3,3 km.

## Historie a průběh toku
Potok původně odváděl vodu z celého Radlického údolí od Radlic až k Vltavě. Se zástavbou území byl postupně zatrubňován. K roku 1889 byl zatrubněn pouze krátký úsek před Smíchovským nádražím v úseku mezi ulicemi Pod Brentovou a Křížová.
Při výstavbě stanice metra Radlická (1984–1988) byl úsek potoka výše proti toku a přítok do něj zrušen a potok přepojen do jednotné kanalizace. Z potoka se stala kanalizační stoka bez stálého průtoku, do které byly odváděny srážkové vody a vody z oddělovače na jednotné kanalizaci.
Při výstavbě úseku Zlíchov – Radlická (1996–1998) Městského okruhu v Praze došlo ke zrušení otevřeného koryta mezi ulicí Křížovou a Smíchovským nádražím. Po tomto zásahu zůstaly pouze dva krátké otevřené úseky ve vnitroblocích obytných objektů.
Potok byl zrušen Rozhodnutím odboru ochrany prostředí Magistrátu hlavního města Prahy z 7. 11. 2016: „… povrchové vody vyskytující se v údolnici v trase přibližně podél ulice Radlická, které jsou historicky označovány jako „Radlický potok“ od počátku zatrubnění v oblasti cca 100 m západně od budovy ČSOB Radlická … po vyústění do vodního toku Vltava v úrovni severního okraje ostrova Císařská louka nejsou vodním tokem.“